# Раян Джонсон (футболіст)
Раян Девід Джонсон (англ. Ryan David Johnson; нар. 26 листопада 1984, Кінгстон, Ямайка) — ямайський футболіст, нападник.

## Клубна кар'єра
Джонсон народився в Кінгстоні, Ямайка і переїхав в район Бостона зі своєю сім'єю, коли він був ще немовлям.

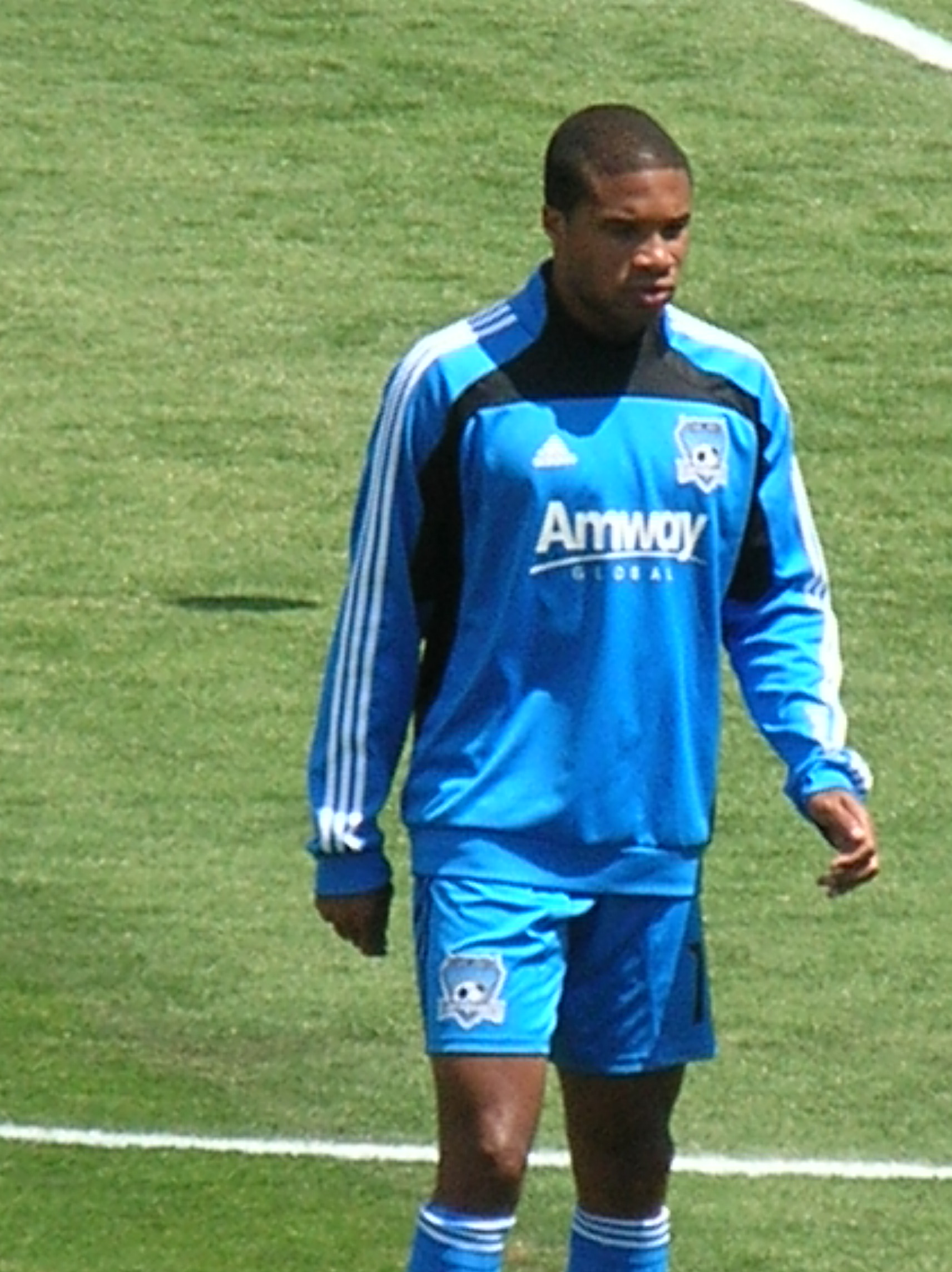
Джонсон у складі «Сан-Хосе Ерсквейкс»

Джонсон розпочав кар'єру виступаючи за футбольну команду Орегонського університету в США. Під час навчання він також нетривалий час виступав за «Кейп-Код Крусейдерз» та молодіжну команду «Колорадо Рапідз». У 2006 році Раян був обраний на драфті клубом «Реал Солт-Лейк», у складі якого дебютував в MLS. За команду він зіграв кілька матчів, після чого був обміняний в «Чикаго Файр», але там Джонсон грав ще менше.
У 2007 році Раян перейшов у шведський «Естер» з Супереттана, уклавши з клубом короткостроковий контракт.
У 2008 році він повернувся у США, ставши футболістом «Сан-Хосе Ерсквейкс». 11 травня в матчі проти «Коламбус Крю» Джонсон забив свій перший гол за «ураганів». За підсумками сезону 2009 Раян був визнаний MVP сезону в команді і став її найкращим бомбардиром.
Влітку 2011 року Джонсон був обміняний в канадський «Торонто». 21 липня в матчі проти «Далласа» він дебютував за нову команду. 24 липня у поєдинку проти «Спортінг Канзас-Сіті» Раян забив свій перший гол за канадський клуб. У лізі чемпіонів КОНКАКАФ він забив п'ять голів у дванадцяти матчах. У 2012 році Джонсон допоміг клубу виграти першість Канади.
2013 року він був обміняний в «Портленд Тімберз» на Милоша Кочича. 10 березня у матчі проти «Монреаль Імпакт» Раян забив свій перший гол за «дроворубів».
У 2014 році Джонсон перейшов в китайський «Хенань Констракшн». 8 березня у матчі проти «Гуанчжоу Евергранд» він дебютував в китайській Суперлізі. 22 березня в поєдинку проти «Далянь Аербін» Раян забив свій перший гол за «Хенань».
На початку 2015 року Джонсон перейшов у південнокорейський «Сеул І-Ленд». 29 березня у матчі проти «Аньяна» він дебютував у К-лізі. 29 серпня в поєдинку проти «Ансан Поліс» Раян забив свій перший гол за сеульський клуб.
У березні 2016 року Джонсон підписав з клубом «Райо ОКС» з Північноамериканської футбольної ліги, але вже 26 травня 2016 року покинув клуб, зігравши лише кілька матчів.

## Міжнародна кар'єра
12 квітня 2006 року у товариському матчі проти збірної США Джонсон дебютував за збірну Ямайки. 10 лютого 2010 року в поєдинку проти збірної Аргентини він забив свій перший гол за національну команду. У тому ж році Раян допоміг збірній виграти Карибський кубок. На турнірі він зіграв у матчах проти команд збірної Гаяни, Гваделупи і Гренади. У поєдинку проти гваделупців Джонсон забив гол.
У 2011 році у складі збірної він взяв участь у розіграші Золотого кубка КОНКАКАФ. На турнірі Раян зіграв у матчах проти команд Гренади, Гватемали, Гондурасу і США. В поєдинках проти гренадців і гондурасців Джонсон забив два голи.

### Голи за збірну Ямайки
| #  | Дата              | Місце                                          | Суперник   | Рахунок | Результат | Турнір                      |
| -- | ----------------- | ---------------------------------------------- | ---------- | ------- | --------- | --------------------------- |
| 1. | 10 лютого 2010    | Хосе Марія Мінелья, Мар-дель-Плата, Аргентина  | Аргентина  | 0:1     | 2:1       | Товариський матч            |
| 2. | 5 вересня 2010    | Індепенденс парк, Кінгстон, Ямайка             | Коста-Рика | 1:0     | 1:0       | Товариський матч            |
| 3. | 29 листопада 2010 | Стад Ен Камі, Рів'єр-Пілот, Мартиніка          | Гваделупа  | 2:0     | 2:0       | Карибський кубок 2010       |
| 4. | 7 червня 2011     | СтабХаб Центр, Карсон, США                     | Греція     | 2:0     | 4:0       | Золотий кубок КОНКАКАФ 2011 |
| 5. | 13 червня 2011    | Ред Булл Арена, Гаррісон, США                  | Гондурас   | 1:0     | 1:0       | Золотий кубок КОНКАКАФ 2011 |
| 6. | 2 сентября 2011   | Кіто, Еквадор                                  | Еквадор    | 4:2     | 5:2       | Товариський матч            |
| 7. | 24 лютого 2012    | Монтего-Бей Спорткомплекс, Монтего-Бей, Ямайка | Куба       | 1:0     | 3:0       | Товариський матч            |
| 8. | 8 червня 2012     | Індепенденс парк, Кінгстон, Ямайка             | Гватемала  | 2:0     | 2:1       | Кваліфікація до ЧС-2014     |

## Досягнення
Клубні
 «Торонто»
- Чемпіон Канади: 2012

Міжнародні
 Ямайка
- Володар Карибського кубка: 2010